# Konstantin von Wangenheim

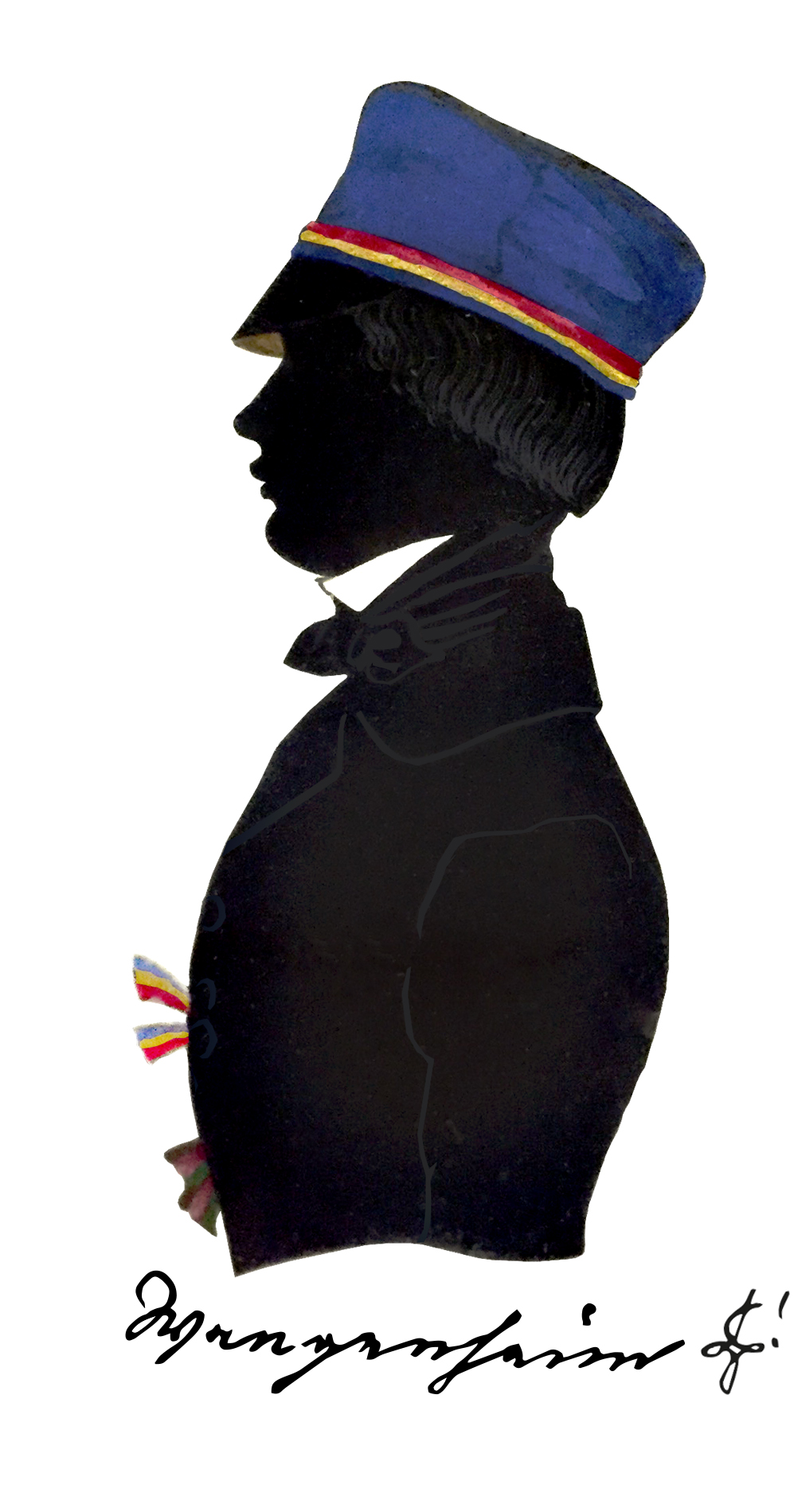
Konstantin von Wangenheim

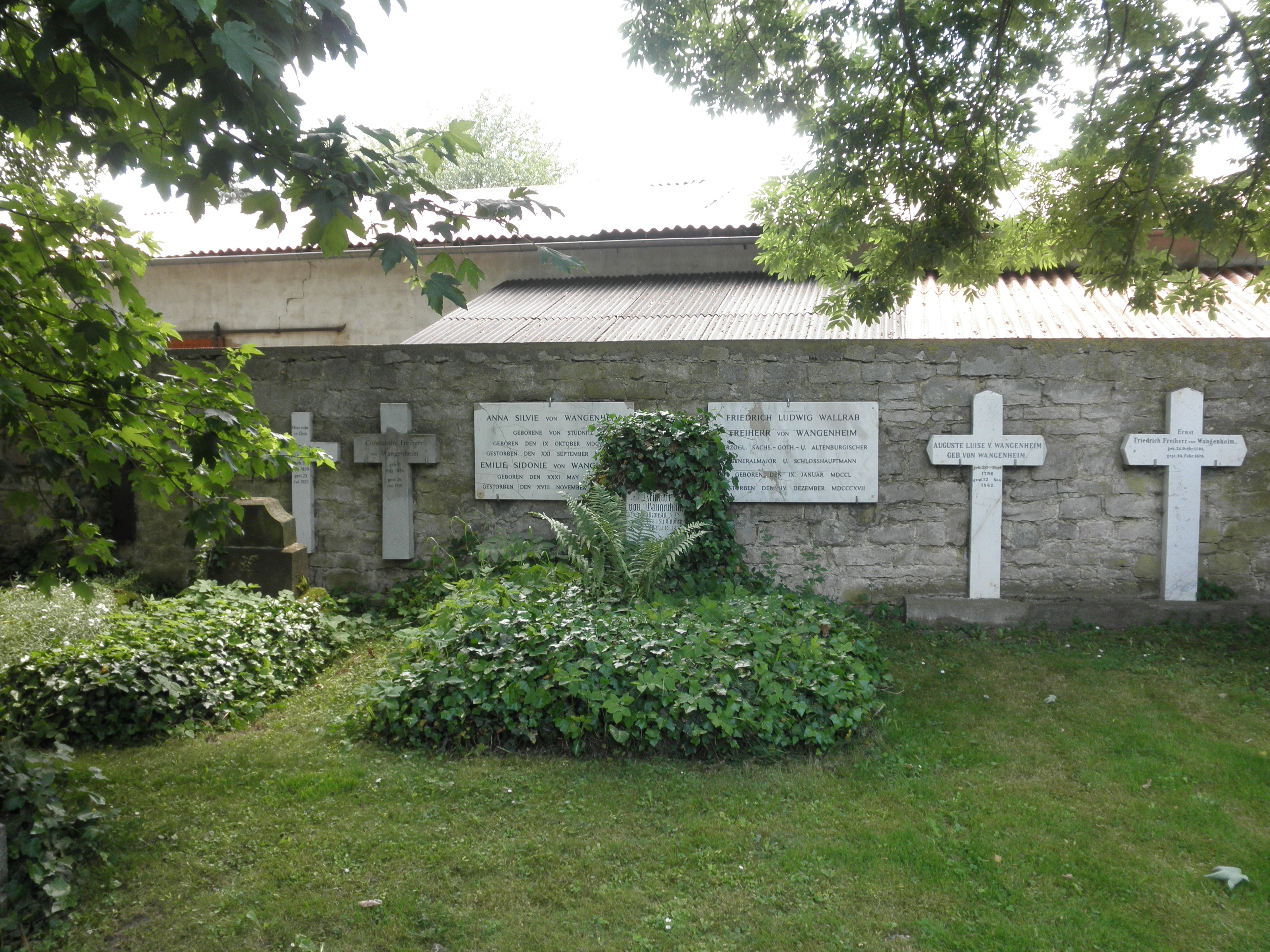
Konstantin von Wangenheims Grabkreuz im Familienbegräbnis in Brüheim

Konstantin Freiherr von Wangenheim (* 1. August 1824 in Gotha; † 26. Januar 1892 in Brüheim, Thüringen) war ein aus der Familie von Wangenheim stammender deutscher Verwaltungsbeamter im Herzogtum Sachsen-Coburg und Gotha.

## Leben
Seine Eltern waren der Oberforstmeister Freiherr Ernst von Wangenheim-Brüheim (1793–1876), Kammerherr in Sachsen-Coburg-Gotha, und Auguste Freiin von Wangenheim-Georgenthal (1796–1862). Der Vater heiratete 1865 in Sonneborn die Witwe Mathilde von Wangenheim, geborene von Benning (1818–1906). Konstantins älterer Bruder Friedrich von Wangenheim (1822–1883) war zuletzt Oberst in Württemberg.
Wangenheim begann an der Universität Jena Rechtswissenschaft zu studieren. 1845 wurde er im Corps Franconia Jena aktiv. Er wechselte an die Universität Leipzig und wurde am 29. Juni 1847 als Ehrenmitglied alter Art in das Corps Lusatia Leipzig rezipiert. Als Corpsbursche war er im Sommersemester 1847 aktiv. Nach dem Studium trat er in den Dienst des Herzogtums Sachsen-Coburg und Gotha. In der Folge war er Landrat im Herzogtum.
Wangenheim war seit 1859 verheiratet mit Sophie Schmidt-Löwe von Löwenfels (1836–1920), mit der er zwei Söhne und eine Tochter hatte.
Der spätere Landrat des Kreises Beuthen-Tarnowitz Walrab von Wangenheim (1900–1968) war sein Enkel.

## Auszeichnungen
- Geh. Regierungsrat[2]
- Ritter 1. Klasse des Herzoglich Sachsen-Ernestinischen Hausordens, 1889[5]

## Genealogie
- Gothaisches Genealogisches Taschenbuch der Freiherrlichen Häuser. 1920. Siebzigster Jahrgang, Justus Perthes, Gotha 1919, S. 914., S. 915.
- Gothaisches Genealogisches Taschenbuch der Freiherrlichen Häuser. Zugleich Adelsmatrikel der D.A.G. Teil A (Uradel). 1942. Zweiundneunzigster Jahrgang, Justus Perthes, Gotha 1941, S. 578–579.